# Mihailo Jovanović
Mihailo Jovanović, cyr. Михаило Јовановић (ur. 1972 w Belgradzie) – serbski inżynier, ekonomista i urzędnik państwowy, w latach 2022–2024 minister telekomunikacji i informacji.

## Życiorys
Ukończył studia na wydziale elektrycznym Uniwersytetu w Belgradzie, na którym uzyskał również magisterium. W 2012 doktoryzował się z ekonomii, a w 2022 złożył drugą pracę doktorską w zakresie matematyki i rachunkowości. Członek serbskiej izby inżynierów, uzyskał uprawnienia projektanta oraz wykonawcy sieci i systemów telekomunikacyjnych. Autor publikacji z zakresu technologii informacyjno-komunikacyjnych i biznesu elektronicznego. Zawodowo związany z serbskim operatorem pocztowym Pošta Srbije. Zajmował stanowisko dyrektora do spraw technologii informacyjnych. Odpowiadał za opracowanie i wdrożenie nowego systemu technologii technologicznego oraz budowę regionalnych centrów pocztowych i logistycznych. W 2017 został dyrektorem nowo utworzonego biura technologii informacyjnych i administracji elektronicznej przy rządzie Serbii.
W październiku 2022 dołączył do powołanego wówczas trzeciego rządu Any Brnabić, obejmując w nim stanowisko ministra telekomunikacji i informacji. Urząd ten sprawował do maja 2024.